# Chaus
Felis chaus
Espèce
Répartition géographique
Statut CITES
Statut de conservation UICN

 LC  : Préoccupation mineure
Le chaus, appelé aussi chat des marais ou chat de jungle (Felis chaus), est une espèce de félin qui vit en Égypte, dans le Caucase, en Asie centrale, en Inde et en Asie du Sud-Est (Indochine et Sri Lanka).

## Description

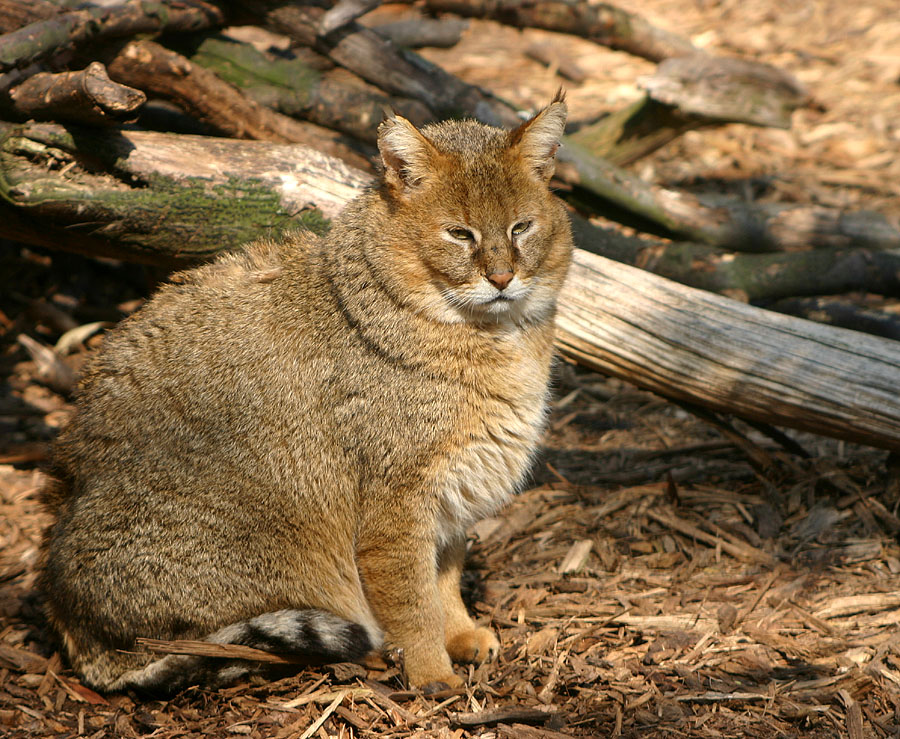
Chat des marais.

Il mesure entre 61 et 85 cm de longueur (la queue représentant 40 % de cette longueur, ce qui est relativement court), et peut atteindre 25 cm de hauteur au garrot. Les mâles sont plus lourds que les femelles (6,1 ± 1,5 kg contre 4,2 ± 1,1 kg), avec un maximum connu de 13 kg. Sa fourrure de poils courts est souvent gris-brun, sa poitrine porte une flamme de poils orangés, tandis que pattes et queue sont nettement rayées de noir, ainsi que parfois la gorge, avec des rayures très claires dans le nord de son aire de distribution, et plus foncées au sud. Il possède des touffes de poils noirs à l'extrémité de ses oreilles. Des individus mélaniques ont par ailleurs été signalés.

## Classification, phylogénie

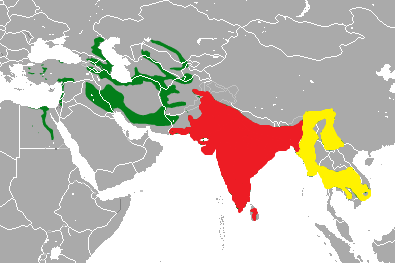
En vert, chat des marais de l'Ouest ; en rouge, chat des marais de l'Inde ; et en jaune, chat des marais de l'Indochine.

L'espèce Felis chaus est répartie en 9 sous espèces :
- Felis chaus chaus ou Chat des marais de l'Ouest : Afghanistan, Arménie, Azerbaïdjan, Egypte, Géorgie, Iran, Irak, Israël, Jordanie, Kazakhstan, Liban, Ouzbékistan, Pakistan, Russie, Syrie, Tadjikistan, Turquie, Turkménistan[2]
- Felis chaus affinis ou Chat des marais de l'Inde : Bangladesh, Bhoutan, Chine, Inde, Népal, Pakistan, Sri Lanka[3]
- Felis chaus fulvidina ou Chat des marais de l'Indochine : Cambodge, Chine, Laos, Birmanie, Thaïlande, Vietnam[4]
- Felis chaus furax : Syrie, Irak
- Felis chaus kelaarti : Sri Lanka
- Felis chaus kutas : Inde orientale, Bangladesh
- Felis chaus nilotica : Égypte (Nil)
- Felis chaus oxiana : Russie (région du Caucase)
- Felis chaus prateri : Inde occidentale.

|  | Felis nigripes - Chat à pieds noirs                                                                                      |
|  | |
|  | \| \| Felis margarita - Chat des sables \| \| \| \| \| \| Felis silvestris - Chat sauvage et Chat domestique \| \| \| \| |
|  | |
|  | Felis margarita - Chat des sables                                                                                        |
|  | |
|  | Felis silvestris - Chat sauvage et Chat domestique                                                                       |
|  | |

|  | Felis margarita - Chat des sables                  |
|  |                                                    |
|  | Felis silvestris - Chat sauvage et Chat domestique |
|  |                                                    |

|  | Felis nigripes - Chat à pieds noirs                                                                                      |
|  | |
|  | \| \| Felis margarita - Chat des sables \| \| \| \| \| \| Felis silvestris - Chat sauvage et Chat domestique \| \| \| \| |
|  | |
|  | Felis margarita - Chat des sables                                                                                        |
|  | |
|  | Felis silvestris - Chat sauvage et Chat domestique                                                                       |
|  | |

|  | Felis margarita - Chat des sables                  |
|  |                                                    |
|  | Felis silvestris - Chat sauvage et Chat domestique |
|  |                                                    |

|  | Felis nigripes - Chat à pieds noirs                                                                                      |
|  | |
|  | \| \| Felis margarita - Chat des sables \| \| \| \| \| \| Felis silvestris - Chat sauvage et Chat domestique \| \| \| \| |
|  | |
|  | Felis margarita - Chat des sables                                                                                        |
|  | |
|  | Felis silvestris - Chat sauvage et Chat domestique                                                                       |
|  | |

|  | Felis margarita - Chat des sables                  |
|  |                                                    |
|  | Felis silvestris - Chat sauvage et Chat domestique |
|  |                                                    |

|  | Felis nigripes - Chat à pieds noirs                                                                                      |
|  | |
|  | \| \| Felis margarita - Chat des sables \| \| \| \| \| \| Felis silvestris - Chat sauvage et Chat domestique \| \| \| \| |
|  | |
|  | Felis margarita - Chat des sables                                                                                        |
|  | |
|  | Felis silvestris - Chat sauvage et Chat domestique                                                                       |
|  | |

|  | Felis margarita - Chat des sables                  |
|  |                                                    |
|  | Felis silvestris - Chat sauvage et Chat domestique |
|  |                                                    |

## Comportement

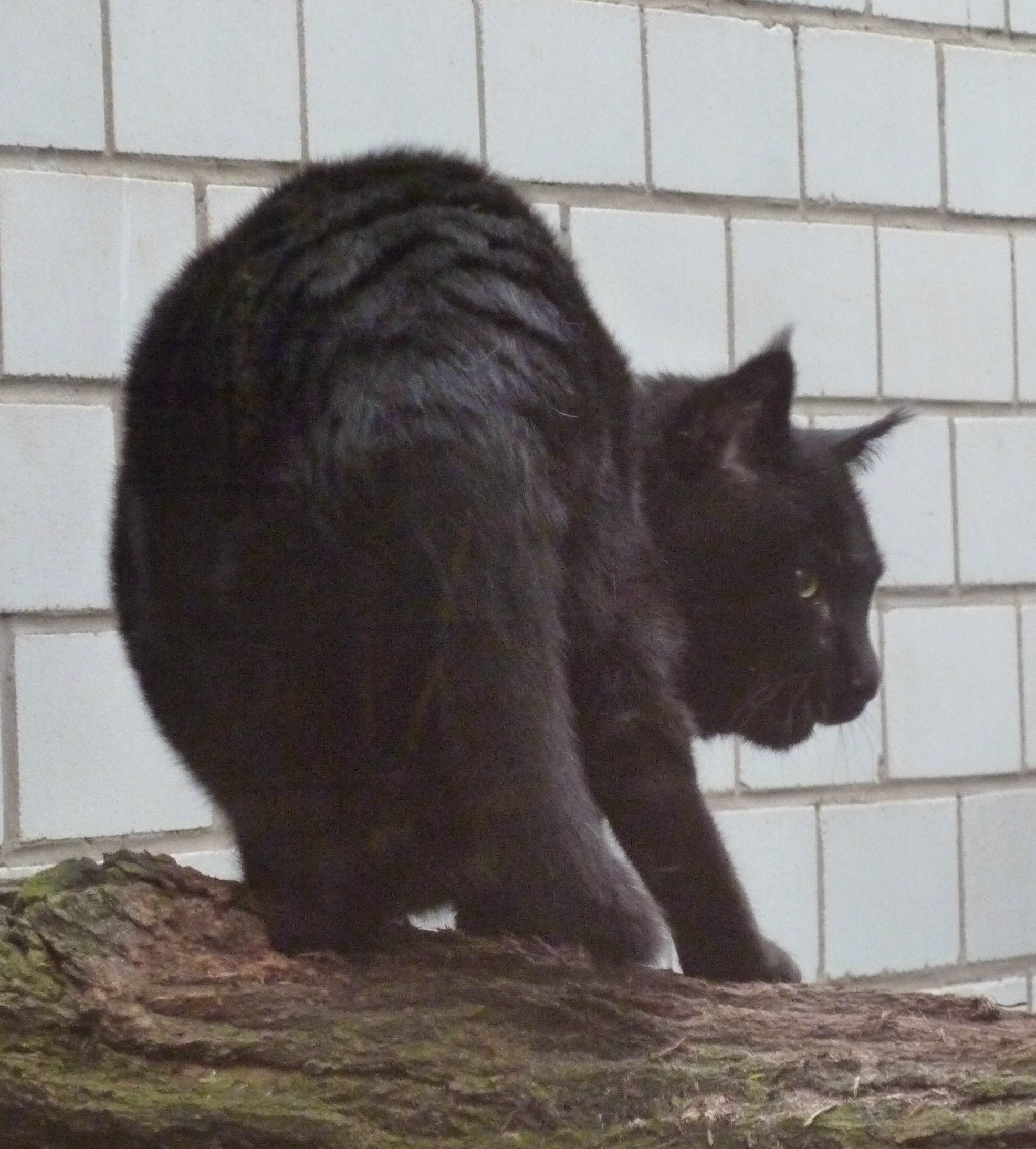
Spécimen de chat des marais mélanique.

Cette espèce peut vivre en groupe familiaux, avec le mâle, la femelle et des jeunes. Les mâles ont un comportement très protecteur vis-à-vis des jeunes, encore plus que les femelles. Le dimorphisme sexuel pourrait être lié à ce comportement.

### Régime alimentaire
Le chat des marais chasse généralement en début de matinée et en fin d'après-midi. C'est un excellent nageur, capable de se mettre à l'eau pour attraper des poissons ou pour échapper à des chiens ou à l'Homme. Il chasse aussi des rongeurs, y compris des ragondins (6 à 7 kg), des lièvres, des oiseaux dont des canards et des perdrix, des reptiles, des amphibiens, voire des jeunes autres mammifères (porcs sauvages, par exemple).
Dans l'ouest de l'Inde, son régime alimentaire est composé à 70% de rongeurs. Ainsi, un individu chasse entre 3 et 5 proies par jour.

### Prédateurs
Le chat des marais est une proie pour le léopard et le chacal.
Il arrive aussi que les éleveurs le tuent car il s'attaque parfois à leurs volailles et que les chasseurs le tuent également car il mange des lièvres, des francolins...

### Reproduction
La période de reproduction est en octobre dans le sud-est de l'Inde, entre janvier et février en Asie centrale.
Au bout de 63 à 68 jours de gestation les femelles donnent naissance de 1 à 6 petits par portées (moyenne : 2,89). La durée entre deux portées est de 93 à 131 jours.
Le chaus atteint généralement sa maturité sexuelle à l'âge de 11 mois (18 selon d'autres études).
Ce félidé peut vivre jusqu'à l'âge de 14 ans.

## Distribution et habitat
Malgré son nom, il n'est pas associé uniquement aux jungles, mais avec l'eau et un couvert végétal dense, ce qui lui procure une grande aire de répartition. Dans le milieu désertique, on peut le trouver le long des lits des rivières ou dans les oasis. Au contraire, dans le sud-est asiatique, on le trouve traditionnellement dans les forêts à feuilles caduques, même s'il a été signalé dans des forêts à feuillage persistant. On le trouve jusqu'à 2 400 m dans l'Himalaya et 1 000 m dans le Caucase. Le chaus s'est bien adapté à l'Homme, puisqu'on l'a observé dans de nombreuses plantations agricoles et forestières (cultures de canne à sucre en Asie, étangs de pisciculture) et dans de vieux bâtiments.
Lors d'une étude réalisée au Sri Lanka de 2015 à 2017, la présence du Chaus a été détectée à seulement deux reprises dans le parc national de Gal Oya et Gal Oya Lodge. Le Chaus est un félin préférant les lieux ouverts de broussailles ou de prairies, habitat peu représenté sur l'île, ce qui peut expliquer sa faible présence au Sri Lanka.

## Conservation
En raison de son régime alimentaire fortement orienté vers les rongeurs en Inde, la conservation de cette espèce permettrait de diminuer les pertes agricoles liées aux "pestes". Les bénéfices économiques de la conservation de 2 autres chasseurs de rongeurs (le Caracal et le Chacal doré) sont aussi intéressants dans cette région.